# Dendronephthya monticulosa
Dendronephthya monticulosa är en korallart som beskrevs av Wright och Studer 1889. Dendronephthya monticulosa ingår i släktet Dendronephthya och familjen Nephtheidae. Inga underarter finns listade i Catalogue of Life.